# Шарпенак, Анатолий Эрнестович
 Анатолий Эрнестович Шарпенак (1895, Москва — 1969, Москва) —  русский и советский учёный-биохимик; доктор медицинских наук, профессор. Основоположник одной из теорий возникновения и развития кариеса зубов, известной как теория кариеса Шарпенака.

## Биография
Родился в 1895 году в семье обрусевших балтийских немцев. Кроме Анатолия, в семье были две дочери: Елена (по мужу — Абарбанель) и старшая сестра от первого брака матери. Семья была достаточно состоятельной. Дети окончили хорошие частные гимназии, а затем и университеты. Жили в районе Немецкой слободы на Покровской улице (с 1918 года — Бакунинская улица), а позднее — в Лялином переулке.
Во время гражданской войны служил врачом в военно-санитарном поезде.
С 1920 года — работал под руководством Алексея Николаевича Баха в только что созданном Биохимическом институте Наркомздрава РСФСР
В 1930-х годах — разработал курс биологической химии, который был введён в программу обучения студентов Московского медицинского стоматологического института на кафедре органической химии.
В 1939 году — основал и возглавил в Московском стоматологическом институте (ныне — Московский государственный медико-стоматологический университет) кафедру биологической химии, которой руководил до 1969 г.
Одновременно с руководством кафедрой в стоматологическом институте, заведовал:
- с 1945 по 1969 годы — лабораторией белкового обмена института питания АМН СССР (ныне — лаборатория обмена веществ и энергии Федерального государственного бюджетного учреждения (ФГБУ) Научно-исследовательский институт питания Российской академии медицинских наук. Сокращённое наименование ФГБУ «НИИ питания РАМН»)
- с 1959 по 1969 годы — биохимической лабораторией Городской клинической больницы имени С. П. Боткина.

В 1960-х годах проживал в Москве в районе Киевского вокзала.
Скоропостижно скончался в январе 1969 года от осложнений после гриппа. Похоронен на Преображенском кладбище в Москве.

### Семья
- Сестра — Елена Эрнестовна Абарбанель (1897—1974), профессор, рентгенолог Басманной больницы. Похоронена на Преображенском кладбище в Москве.
- Супруга (в разводе) — Эмилия Даниловна Цапенко. (13 января 1896 г. — 1 сентября 1975 г.). Хирургическая медсестра. Похоронена на кладбище Военно-воздушной академии им. Гагарина в Монино.
- Дочь — Тамара Анатольевна Цапенко. (13 января 1922 г. — 12 апреля 1987 г.). Рентген-техник. Похоронена на кладбище Военно-воздушной академии им. Гагарина в Монино.

## Научная деятельность
Одной из первых работ Биохимического института, выполнявшихся под руководством А. Н. Баха в 1920 году, было создание нового метода определения ферментов крови. Отсутствие точного микроскопического метода, при котором только и возможна работа с минимальными количествами крови, не позволяло систематически исследовать работу ферментов в нормальном и патологическом состояниях организма. Созданный метод, получивший, название метода Баха-Зубковой, позволял работать с одним кубическим миллиметром крови (капля крови размером примерно с небольшую булавочную головку). По заказу института были построены десять специальных калориметров, которые были предоставлены госпиталям для систематических исследований. По свидетельству профессора Ярослава Степановича Пржеборовского (Демидовский лицей):

«Сотрудник института, врач А. Э. Шарпенак, изучает на самом себе работу ферментов крови в зависимости от пищевого режима.»— Пржеборовский Яр. Успехи химии за время мировой войны. Статья I. Химия в России за время с 1918 - 1921 г.г. // Красная новь. -1922. -N 1. -С. 301-309 http://www.ruthenia.ru/sovlit/j/196.html
Работая в Институте питания и изучая белковый обмен, внёс определённый вклад в учение о незаменимости некоторых аминокислот и их оптимальной сбалансированности. Многолетние исследования в области изучения белкового обмена принесли ученому мировую известность и признание.
А.Э. Шарпенак указывал, что в пищевом рационе следует учитывать не только общее содержание белка, но и содержание в нём отдельных аминокислот. Из последних в пище человека подлежат количественному учёту лизин, фенилаланин, триптофан, метионин, валин, лейцин, изолейцин, трионин, аргинин, гистидин, цистин и тирозин. Влияние качества белков пищевого рациона на организм зависит не только от абсолютного содержания отдельных аминокислот в пище, но и от соотношения между ними. 
По свидетельству профессора Прохончукова А. А. (ЦНИИ стоматологии), известные учёные: биохимик А. Э. Шарпенак, патофизиолог Н. А. Федоров, патоморфолог Б. И. Мигунов, микробиолог П. Ф. Беликов успешно развивали экспериментально-теоретические направления в стоматологии в сотрудничестве с ЦНИИ стоматологии. Эти направления продолжили развивать и исследовать ученики и последователи указанных учёных при активной поддержке заместителя директора ЦНИИС по научной работе А. И. Евдокимова и директора ЦНИИС А. И. Рыбакова.
Шарпенак А.Э — автор более 150 научных работ, в том числе учебника и практикума по органической и биологической химии.
Под его руководством выполнено 11 кандидатских диссертаций.
Как создатель важного научного направления, Шарпенак А.Э. по праву признан крупным учёным, внёсшим большой вклад в российскую стоматологическую науку ..

### Теория кариеса зубов А.Э. Шарпенака
Возглавив кафедру биохимии ММСИ, профессор Шарпенак А.Э. взялся за решение одной из важнейших проблем стоматологии, а именно этиологии и патогенеза кариеса зубов.
На протяжении 1940-х годов под его руководством (В.Р. Бобылева, Л А. Горожанкина, Е.В. Александрова, Н.П. Дзичковская, Н.В. Николаева, И.И. Грачева) были выполнены экспериментальные работы по этиологии кариеса зубов.  
В 1949 году после многочисленных экспериментов, профессор Шарпенак А.Э. выдвинул теорию развития кариеса зубов, вследствие недостаточного поступления в органы и ткани белков, витаминов группы В и избытка углеводов.
По свидетельству профессора Фёдорова Ю. А. (Санкт-Петербургская медицинская академия последипломного образования)):

«Надо отдать профессору Шарпенаку Анатолию Эрнестовичу, биохимику из МГМСУ. Когда он выступил с заключением, что дефицит витаминов В1 и В6 играет важную роль в развитии кариеса, против него было целое движение: „Как это советские дети не получают достаточно витаминов? Этого не может быть!“ А на самом деле так и было и есть!»— Ещё один шаг к решению проблемы кариеса. 2009 г. http://fornews.ru/node/2324
Как биохимик и исследователь рационального питания, особое значение в развитии кариеса зубов А.Э. Шарпенак придавал недостатку незаменимых аминокислот — лизина, аргинина в пищевом рационе. Он полагал, что замедление ресинтеза обусловлено отсутствием или низким содержанием лизина и аргинина, а причиной усиления протеолиза является высокая температура окружающего воздуха, гипертиреоз, нервное перевозбуждение, беременность, туберкулёз, пневмония, накопление кислот в тканях организма (в частности, при недостаточном поступлении в организм витаминов группы В, в тканях накапливается большое количество пировиноградной кислоты), что приводит к усилению распада белка. Кариесогенное действие углеводов Шарпенак объясняет тем, что при большом их усвоении повышается потребность организма в витамине В1, что может вызвать авитаминоз и усиление протеолиза в твёрдых субстанциях зуба. Теория была подтверждена экспериментально на крысах, содержащихся на специальной обеднённой белками диете, которая способствовала развитию кариозного процесса.
Новизна, обоснованность и значимость результатов исследований А.Э. Шарпенака получили научное признание и вошли в историю стоматологии под именем автора — теория кариеса зубов А.Э. Шерпенака (в некоторых источниках эта теория называется биохимической или обменной). В настоящее время идеи профессора А.Э. Шарпенака претворяют в жизнь его ученики, одна из которых является заведующей кафедрой биохимии МГМСУ (Московского государственного медико-стоматологического университета) профессор Татьяна Павловна Вавилова, автор нашумевшего учебного пособия «Биохимия тканей и жидкостей полости рта».
Теория кариеса зубов А.Э. Шерпенака упоминается в современных учебниках по стоматологии и материалах по истории медицины наряду с другими теориями: физико-химической теорией кариеса Д.А. Энтина (1928); биологической (биотрофической) теорией кариеса И.Г. Лукомского (1948); протеолизно-хелационной теорией кариеса Шатца и Мартина (1956); трофоневротической теорией Е.Е. Платонова.  По существующей в стоматологической литературе терминологической традиции, все вышеупомянутые результаты научных исследований называются теориями (хотя термин концепция более точно отражал бы степень законченности и полноты исследований авторов).
По свидетельству профессора Т.П. Вавиловой (Московский государственный медико-стоматологический университет):

«Следует признать, что наиболее интересными и дальновидными оказались теории отечественных ученых — профессоров Д. А. Энтина и А. Э. Шарпенака, которые считали, что в возникновении кариеса зубов могут играть роль не только эндогенные факторы, или не только экзогенные локальные, но совокупность этих факторов.»—  Вавилова Т.П. Роль отечественных учёных в создании теории кариеса зубов.
В то же время, профессор Т. П. Вавилова, ссылаясь на мнение члена-корреспондента РАМН профессора А. И. Евдокимова, отмечает неплодотворность противопоставления различных теорий кариеса (несмотря на ограниченность каждой из них), и подчёркивает важность этих теорий в процессе накопления знаний и формировании современной теории кариеса зубов.

## Публикации
Некоторые работы А. Э. Шарпенака
- Шарпенак А. Э. Органическая химия: учебник для студентов медицинских и стоматологических институтов / изд. — 2-е, испр. и доп. — М. : 1966. — 360 с.
- Шарпенак А. Э., Косенко С. А. Практикум по органической химии: учебное пособие для студентов медицинских институтов / — М. : 1965. — 171 с.
- Шарпенак А. Э., Конышев В. А. Практикум по биологической химии. Учебное пособие для медицинских институтов / -М. Высшая школа — 1969. −304 с.
- Шарпенак А.Э Об оптимальных комбинациях и нормах белка в питании // Вопросы питания. 1934. — № 1. — С. 69.
- Шарпенак А. Э. О рациональных комбинациях белков в питании // Вопросы питания. — 1934, № 2, С. 83-90.
- Шарпенак А. Э., Балашова О. Аминокислотный состав белков «коровьего мяса» // Вопросы питания. — 1943. № 1.- С. 83-84.
- Шарпенак А. Э. Метод определения питательной ценности белков для человека. // Физиологический журнал СССР. — 1948, 1 4, C.103-112.
- Шарпенак А. Э. Проблема качества белка в питании человека. В сб: Совещание по белку. М., 1948, -С. 261—270.
- Шарпенак А. Э. Теоретические предпосылки к решению вопроса о причинах возникновения кариеса. // Стоматология. — 1949. -№ 1. -С.46-49.
- Шарпенак А. Э. Некоторые теоретические предпосылки к построению лечебных диет // Вопросы питания. — 1952. № 1. — С. 14-22.
- Шарпенак А. Э., Арефьева А. С., Карпышева B. C. Белки крови как дополнительный источник гистидина и триптофана в лечебных диетах. // Вопросы питания,1956, Л 3, с.22-29.
- Шарпенак А. Э., Еремин Е. П. Возможность взаимного обогащения белков при равномерном приёме их с пищей. // Вопросы питания. — 1956, № 4, -С. 9-14.
- Шарпенак А. Э. Проблема белка в питании человека. // Вопросы питания. — 1956"а", т.10, вып.2, -С.10-26.
- Шарпенак А. Э. К вопросу о количественной потребности человека в белках и отдельных аминокислотах // Вопросы питания, — 1956, № 3, -С. 22-28.
- Шарпенак А. Э., Еремина Т. Н. К вопросу об оптимальном аминокислотном составе пищевых белков.-Минск: Здравоохранение Белоруссии. — 1957, № 1, -С. 21-23.
- Шарпенак А. Э. XI научная сессия Института питания АМН СССР. // Вопросы питания. — 1958, № 4, -С. 17-21.
- Шарпенак А. Э., Арефьев A. C., Карнышева B. C. Белки крови как дополнительный источник гистидина и триптофана в лечебных диетах // Вопросы питания. — 1958, № 3, -С. 22-25.
- Шарпенак А. Э., Шишова О. А., Горожанкина Л. А. Влияние ионизирующего облучения на организм при различном содержании гистидина в пище // Медицинская радиология. — 1959. — Т. 4, № 6. — С. 37-41.
- Шарпенак А. Э. К вопросу о количественной потребности человека в белках и отдельных аминокислотах // Вопросы питания. — 1959. -№ 1. -С.73.
- Шарпенак А. Э., Бобылева В. Р., Горожанкина Л. А. Роль нервного возбуждения в возникновении кариеса зубов. // Стоматология. — 1963; 3: 7—10.
- Шарпенак А. Э. и др. Роль белка лизина, некоторых минеральных веществ, витаминов А и Д в профилактике кариеса зубов // Вопросы питания. — 1963. −3. -С. 39-45.
- Шарпенак А. Э. Некоторые аспекты развития биохимии питания за 50 лет существования Советской власти // Вопросы питания. — 1967, — № 5, — С. 33-38.